# Полоски (Ленінградська область)
Полоски (рос. Полоски) — присілок у Лузькому районі Ленінградської області Російської Федерації.
Населення становить 2 особи. Належить до муніципального утворення Осьминське сільське поселення.

## Історія
Згідно із законом від 28 вересня 2004 року № 65-оз належить до муніципального утворення Осьминське сільське поселення.

## Населення
| 1838 | 1862 | 1928 | 1958 | 1997 | 2007 | 2010 |
| ---- | ---- | ---- | ---- | ---- | ---- | ---- |
| 120  | ↗122 | ↗178 | ↘6   | ↘3   | ↘1   | ↗2   |